# 박형수 (1965년)
박형수(朴亨修, 1965년 10월 20일~)는 대한민국의 법조인, 정치인이다. 제21·22대 국회의원이다.

## 학력
- 1972~1978: 울진 월송국민학교 졸업
- 1978~1981: 울진 평해중학교 졸업
- 1981~1984: 영진고등학교 졸업
- 1984~1989: 서울대학교 법과대학 법학 학사

## 경력
- 1990. 9.: 제32회 사법시험 합격
- 1993. 2.: 제22기 사법연수원 수료
- 해군(해병대) 법무관
- 1996. 3.~1998. 3.: 대전지방검찰청 검사
- 1998. 3.~1999. 8.: 창원지방검찰청 통영지청 검사
- 1999. 8.~2001. 8.: 서울지방검찰청 의정부지청 검사
- 2001. 8.~2003. 8.: 대구지방검찰청 검사
- 2003. 8.~2006. 2.: 서울중앙지방검찰청 검사
- 2006. 2.~2007. 2.: 창원지방검찰청 부부장검사
- 2007. 2.~2008. 2.: 서울북부지방검찰청 부부장검사
- 2008. 2.~2009. 2.: 청주지방검찰청 충주지청 부장검사
- 2009. 2.~2010. 8.: 부산지방검찰청 동부지청 부장검사
- 2010. 8.~2011. 8.: 광주고등검찰청 부장검사
- 2011. 8.~2012. 8.: 인천지방검찰청 부천지청 부장검사
- 2012. 8.~2013. 4.: 서울고등검찰청 부장검사
- 2013. 4.~2014. 1.: 대구지방검찰청 부장검사
- 2014. 1.~2015. 1.: 대구고등검찰청 부장검사
- 2015. 5.~2020. 5.: 법무법인 영진 대표변호사
- 2020년 2월 26일~2020년 9월 1일: 미래통합당 법률자문위원
- 2020년 2월 26일~: 법사랑대구경북연합회 부회장
- 2020년 4월 15일: 대한민국 제21대 국회의원 선거 당선(경북 영주시·영양군·봉화군·울진군, 미래통합당, 초선)
- 2020. 6.~2020. 9.: 미래통합당 경상북도당 영주시·영양군·봉화군·울진군 당원협의회 위원장
- 2020. 8.~2020. 9.: 미래통합당 코로나19 대책특별위원회 위원
- 2020년 9월 2일: 국민의힘 법률자문위원
- 2020. 9.~2024. 1 국민의힘 경상북도당 영주시·영양군·봉화군·울진군 당원협의회 위원장
- 2020. 9.: 국민의힘 코로나19 대책특별위원회 위원
- 2020. 10.: 국민의힘 약자와의 동행 위원회 정책동행분과 위원
- 2020. 12: 국민의힘 노동혁신특별위원회 위원
- 2020. 12.~2021. 3. 2021년 재보궐선거 국민의힘 공약개발단 공통공약 개발단 주거희망팀 위원
- 2021. 7.: 국민의힘 정책조정위원회 제1정조부위원장
- 2021. 10.~2022. 3.: 국민의힘 이재명비리 국민검증 특별위원회 위원
- 2021. 11.~2022. 1.: 제20대 대통령 선거 국민의힘 윤석열 대통령 후보 선거대책위원회 중앙선거대책위원회 클린선거전략본부 네거티브검증단 부단장
- 2021. 12.~2022. 3.: 제20대 대통령 선거 국민의힘 경북을 살리는 선거대책위원회 선거대책본부장
- 2022. 1.~2022. 3.: 제20대 대통령 선거 국민의힘 윤석열 대통령 후보 선거대책본부 클린선거전략본부 네거티브검증단 부단장
- 2022. 4.~2022. 9.: 국민의힘 원내대변인
- 2022. 7.~2022. 7.: 국민의힘 당 상임위원장 후보자 선출 선거관리위원회 위원
- 2022. 9.~2022. 9.: 국민의힘 원내대표와 국회 운영위원장 선출을 위한 선거관리위원회 위원
- 2022. 11.~2022. 12.: 국민의힘 이태원 사고조사 및 안전대책 특별위원회 부위원장 겸 진상조사소위 위원
- 2022. 11.: 여의도연구원 감사
- 2023. 5.: 국민의힘 김남국 더불어민주당 의원의 고액 가상자산(암호화폐) 보유 논란을 밝히기 위한 진상조사 태스크포스 위원
- 2023. 6.~: 국민의힘 전국위원회 부의장
- 2023. 7.: 국민의힘 약자와의동행위원회 사회안전분과 위원
- 2024년 4월 10일: 대한민국 제22대 국회의원 선거 당선(경북 의성군·청송군·영덕군·울진군, 국민의힘, 재선)
- 2024. 5.~: 국민의힘 경상북도당 의성군·청송군·영덕군·울진군 당원협의회 위원장
- 2024. 5.~2024. 7.: 국민의힘 당헌당규개정특별위원회 위원
- 2024. 6.~2025. 6.: 국민의힘 이재명 사법 파괴 저지 특별위원회 위원
- 2024. 6.~2025. 7.: 국민의힘 경상북도당 위원장
- 2024. 8.~2025. 6.: 국민의힘 정책위원회 산하 원전산업지원특별위원회 위원
- 2024. 9.~2025. 6.: 국민의힘 호남동행 국회의원 발대식 명예의원(전라남도 해남군)
- 2024. 12.~2025. 6.: 국민의힘 원내수석부대표
- 2025. 5.~2025. 6.: 제21대 대통령 선거 국민의힘 김문수 대통령 후보 원내대책본부장
- 2025. 5.~2025. 6.: 제21대 대통령 선거 국민의힘 김문수 대통령 후보 경북 선거대책위원회 총괄선거대책위원장
- 2025. 5.~2025. 6.: 국민의힘 이재명 방탄 독재 저지 투쟁위원회 위원
- 2025. 6.: 국민의힘 원내대표 직무대행
- 2025. 6.: 국민의힘 원내대표 선출을 위한 선거관리위원회 위원장

### 의정 활동
- 2020년 5월 30일~2024년 5월 29일: 제21대 국회의원(경북 영주시·영양군·봉화군·울진군, 미래통합당→국민의힘, 초선)
  - 2020. 6.~2024. 5. 국민미래포럼 구성의원
  - 2020. 7.~2024. 5. 국가에너지정책 포럼 구성의원
  - 2020. 7.~2022. 4. 제21대 국회 전반기 기획재정위원회 위원
  - 2020. 7.~2021. 5. 제21대 국회 전반기 예산결산특별위원회 위원
  - 2020. 8.~2022. 4. 제21대 국회 전반기 기획재정위원회 조세소위원회 위원
  - 2022. 4.~2022. 5. 제21대 국회 전반기 법제사법위원회 위원
  - 2022. 5.~2022. 5. 제21대 국회 전반기 국회운영위원회 위원
  - 2022. 7.~2024. 5. 제21대 국회 후반기 법제사법위원회 위원
    - 제21대 국회 후반기 법제사법위원회 법안심사제2소위원회 위원
    - 제21대 국회 후반기 법제사법위원회 예산결산기금심사소위원회 위원

  - 2022. 7.~2022. 9. 제21대 국회 후반기 국회운영위원회 위원
    - 제21대 국회 후반기 국회운영위원회 국회운영개선소위원회 위원

  - 2022. 7.~2022. 7. 제21대 국회 후반기 예산결산특별위원회 위원
  - 2022. 8.~2023. 5. 제21대 국회 형사사법체계개혁 특별위원회 위원
  - 2022. 8.~2022. 11. 제21대 국회 대법관(오석준) 임명 동의에 관한 인사청문특별위원회 위원
  - 2022. 11.~2023. 1. 제21대 국회 용산 이태원 참사 진상규명과 재발방지를 위한 국정조사 특별위원회 위원
  - 2023. 10.~2023. 11. 제21대 국회 헌법재판소장(이종석) 임명동의에 관한 인사청문특별위원회 위원
- 2024년 5월 30일~ 제22대 국회의원(경북 의성군·청송군·영덕군·울진군, 국민의힘, 재선)
  - 2024. 6.~2024. 6. 제22대 국회 전반기 법제사법위원회 위원
  - 2024. 6.~2025. 7. 제22대 국회 전반기 산업통상자원중소벤처기업위원회 위원
    - 제22대 국회 전반기 산업통상자원중소벤처기업위원회 산업통상자원특허소위원회 위원
    - 제22대 국회 전반기 산업통상자원중소벤처기업위원회 예산결산소위원회 위원

  - 대한민국 전환과 미래 포럼 구성의원
  - 국회수소경제포럼 구성의원
  - 2024. 7.~2024. 8. 제22대 국회 전반기 예산결산특별위원회 위원
  - 2024. 12.~2025. 7.: 제22대 국회 전반기 국회운영위원회 간사
    - 제22대 국회 전반기 국회운영위원회 국회운영개선소위원회 위원
    - 제22대 국회 전반기 국회운영위원회 예산결산심사소위원회 위원
    - 제22대 국회 전반기 국회운영위원회 예산결산심사소위원회 위원장

  - 2025. 6.~ 제22대 국회 예산결산특별위원회 간사
  - 2025. 7.~2025. 8. 제22대 국회 전반기 법제사법위원회 위원
  - 2025. 8.~ 제22대 국회 전반기 법제사법위원회 간사

## 역대 선거 결과
|  | 55.83% |

|  | 83.33% |

## 소속 정당
| 소속 정당 | 소속 정당  | 소속 기간 | 비고      |
| --------- | ---------- | --------- | --------- |
|           | 새누리당   | 2016~2017 | 정계 입문 |
|           | 자유한국당 | 2017~2020 | 당명 변경 |
|           | 미래통합당 | 2020      | 합당      |
|           | 국민의힘   | 2020~현재 | 당명 변경 |

## 같이 보기
- 영주시·영양군·봉화군·울진군
- 의성군·청송군·영덕군·울진군
- 봉화군의 국회의원
- 영덕군의 국회의원
- 영양군의 국회의원
- 영주시의 국회의원
- 울진군의 국회의원
- 의성군의 국회의원
- 청송군의 국회의원